# Obereopsis mabokensis
Obereopsis mabokensis là một loài bọ cánh cứng trong họ Cerambycidae.